# Уроки гармонии
Уро́ки гармо́нии (каз. Асланның сабақтары — «Уроки Аслана») — фильм режиссёра Эмира Байгазина, вышедший на экраны в 2013 году. Премьера фильма состоялась на 63-м Берлинале.

## Сюжет
История школьника в казахстанской провинции. Конфликт с классом. Дедовщина и денежные поборы в сельской школе. Полицейский произвол и насилие над личностью.

## В ролях
- Тимур Айдарбеков — Аслан
- Аслан Анарбаев — Болат
- Мухтар Андасов — Мирсаин
- Анэль Адильбекова — Акжан

## Награды и номинации
- Основной конкурс Берлинале 2013;
- «Серебряный медведь» за выдающееся художественное достижение: "лучшая операторская работа";
- Приз читателей немецкого издания Berliner Morgenpost[2]
- Премия фонда «World Cinema Fund»
- Победитель рынка кинопроектов «Евразия 2011»;
- Победитель CineLink «Work-in-Progress» МКФ Сараево;
- Специальный диплом жюри в номинации Лучший новый режиссёр МКФ «Трайбека» (США);
- Гран-При МКФ Базель-Бильдрауш (Швейцария);
- Гран-При жюри МКФ Сиэтл (США);
- Гран-При и Приз мэрии г. Тренчин Art Film Festival (Словакия);
- Гран-При на МКФ в Лозанне (Швейцария);
- Гран-При МКФ «2morrow/Завтра» в Москве (Россия);
- Гран-При и Специальное упоминание критиков МКФ Сан Паоло (Бразилия);
- Призы НЕТПАК «Лучший Азиатский фильм» МКФ в Варшаве (Польша) и МКФ в Абу Даби (ОАЭ);
- Приз за «Лучший дебют», а также Особое упоминание жюри «за лучшую операторскую работу» на кинофестивале в Филадельфии (США);
- Приз за «Лучшую режиссерскую работу» на МКФ «Край света» на Сахалине (Россия);
- Специальный Приз жюри им. Жоау Бенард да Кошты на 7-м Международном кинофестивале в Лиссабоне и Эшториле (Португалия);
- Специальный Приз МКФ Tokyo Filmex, Япония;
- Номинация «Достижения в режиссуре» Asian Pasific Screen Awards;
- Номинация "Лучшая операторская работа" 8th Asian Film Awards (Гонконг);
- Картина была также представлена во внеконкурсных программах на фестивалях в Карловых Варах (Чехия), Сан Себастьяне (Испания), на МКФ в Локарно (Швейцария) и на Монреальском МКФ (Канада).

## Критика властей Казахстана
Министр культуры Арыстанбек Мухамедиулы Республики Казахстан причислил фильм Эмира Байгазина к списку фильмов «позорящих Казахстан», что вызвало недоумение у казахстанских пользователей соцсетей.

## Рецензии
- Алексей Азаров. Фильм «Уроки гармонии» вышел в казахстанский прокат
- Елена Кударова. Рецензия на фильм «Уроки гармонии»
- Нино Клинглер. Balance der Schikanen